# Tribunal Popular (União Soviética)
Um tribunal popular no final da União Soviética era um tribunal de primeira instância que tratava da maioria dos crimes civis e criminais, bem como de certos crimes de direito administrativo.  O tribunal popular tratava dos casos por meio de um colégio composto por um juiz popular e dois assessores populares. Os assessores do povo tinham funções semelhantes às dos jurados, mas decidiam tanto as objeções quanto o veredicto junto com o juiz, ao contrário da maioria dos sistemas de júri. 
No início da Rússia Soviética e da União Soviética, o termo "tribunal popular" era usado em referência a qualquer tribunal do novo sistema jurídico soviético que substituiu o sistema jurídico do Império Russo . Nessa época existiam vários níveis de tribunais, de acordo com a divisão administrativa do país: tribunais populares locais, okrug e oblast.  Os tribunais populares ( abr. n.s.) são o elo básico do sistema judicial da URSS. Eles se modificaram  repetidamente - de posição (nível, número de instância, etc.) como resultado de reformas do sistema judicial. 

## Tribunais populares locais

### O nível mais baixo do sistema judicial (1917-1922)
Os “tribunais populares locais” (até 1918 - “tribunais locais”) foram criados pelo Decreto do Tribunal nº 1. Eles estavam localizados no território dos antigos distritos judiciais do Império Russo. Eles foram eleitos pelos conselhos locais , compostos por um presidente e dois assessores populares. A autoridade de cassação dos tribunais populares locais eram os congressos de juízes locais localizados nos condados. Eles consideraram ações civis de até 300 rublos e ações criminais com pena de não mais de dois anos de prisão.  Abolido pelo Regulamento do Sistema Judicial da RSFSR em 1922. Os congressos de juízes locais foram substituídos por tribunais populares. 

## Tribunais Populares Distritais

### Tribunais de cassação (1918-1922)
Os “Tribunais Populares Distritais” foram criados pelo Decreto do Tribunal nº 2. Foram nomeados pelas comissões executivas provinciais dos conselhos de deputados operários e camponeses. Os seus painéis para processos civis incluíam três membros permanentes e quatro assessores leigo. Um painel composto por um presidente e doze assessores considerou casos criminais. O decreto estipulou a necessidade de concretizar a consciência jurídica das classes trabalhadoras através da participação no Ministério Público e na Defesa Pública, para os quais foram criados colégios especiais durante os Sovietes. Assim, foi criada uma hierarquia de tribunais distritais como primeira instância e tribunais regionais como segunda. O Comité Executivo Central Pan-Russo (VTsIK) poderia anular a decisão do tribunal popular. 
O “Decreto do Tribunal nº 3” do Conselho dos Comissários do Povo de 20 de julho de 1918 deixou os casos criminais, exceto crimes especialmente graves, sob a jurisdição dos tribunais populares, e nomeou o Tribunal Popular de Cassação de Moscou como instância de apelação, composto por departamentos cíveis e criminais. O tribunal era composto por um presidente, o seu suplente e oito membros do tribunal nomeados sob proposta dos tribunais populares distritais e dos conselhos de juízes populares locais.  Abolido pelo Regulamento do Sistema Judiciário de 1922. Substituído por tribunais provinciais. 

## Tribunais populares distritais (municipais)

### Tribunais de primeira instância (1922-1937)
Criado pelo Regulamento do Sistema Judicial da URSS em 1922. Havia em condados (mais tarde em regiões), cidades provinciais e áreas urbanas. Nomeado pelas comissões executivas provinciais por um período de um ano. Abolido pela Constituição de 1937. As funções foram transferidas para órgãos de mesmo nome eleitos pela população da cidade ou distrito. 

### Tribunais de primeira instância (1937-1989)
Criado pela Constituição de 1937. Havia em distritos, cidades de subordinação regional (exceto cidades de subordinação regional que possuem áreas urbanas), áreas urbanas. Consistia em juízes e avaliadores populares. Os juízes populares foram eleitos pela população de um bairro ou cidade por um período de 5 anos, os assessores populares foram eleitos em reuniões de coletivos trabalhistas por um período de 2 anos (desde 1977 - por 2,5 anos). Abolido por alterações à lei “Sobre Emendas e Adições à Constituição” de 1989. As funções foram transferidas para órgãos com o mesmo nome, eleitos pelos conselhos regionais de deputados populares. 

### Tribunais de primeira instância (1989-1993)
Criado pela lei "Sobre Emendas e Aditamentos à Constituição" de 1989. Havia em distritos, cidades de subordinação regional (exceto cidades de subordinação regional que possuem áreas urbanas), áreas urbanas. Eles também consistiam em juízes e assessores populares. Os juízes populares foram nomeados pelos conselhos regionais de deputados populares por um período de 10 anos, e desde 1991 - vitalícios; os assessores populares foram eleitos por assembleias de fábrica ou assembleias de aldeia por um período de 5 anos. Abolido pela lei constitucional federal "Sobre o Sistema Judiciário" de 1996. As funções foram transferidas para tribunais distritais (municipais). 